# Chelicerca minuta
Chelicerca minuta is een insectensoort uit de familie Anisembiidae, die tot de orde webspinners (Embioptera) behoort. De soort komt voor in Colombia.
Chelicerca minuta is voor het eerst wetenschappelijk beschreven door Ross in 1944.